# Froidmont-Cohartille
Froidmont-Cohartille es una comuna francesa situada en el departamento de Aisne, de la región de Alta Francia.

## Geografía
Está ubicada a 15 km al norte de Laon.

## Demografía
| 327 | 278 | 251 | 240 | 234 | 209 | 235 | 265 | 246 |
| Para los censos de 1962 a 1999 la población legal corresponde a la población sin duplicidades (Fuente: INSEE [Consultar]) |     |     |     |     |     |     |     |     |